# Синеландия

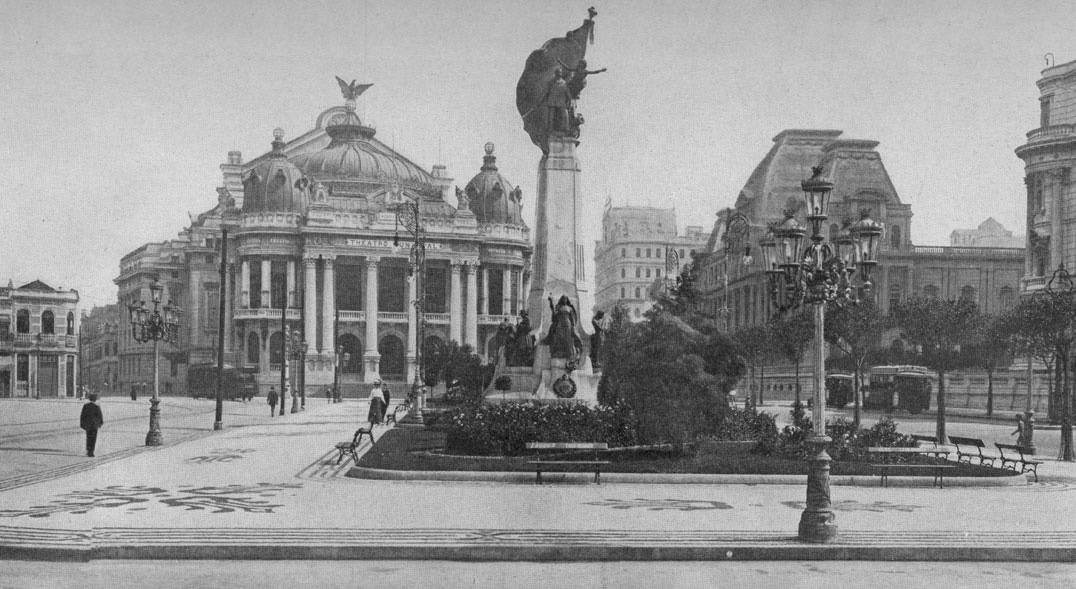
Вид на площадь Синеландия в 1919 году. На переднем плане — памятник Флориану Пейшоту, на заднем слева — Городской театр.

Синеландия (порт. Cinelândia) — популярное название одной из центральных площадей Рио-де-Жанейро (Бразилия). Официально она называется Площадью Флориану Пейшоту (порт. Praça Floriano Peixoto), в честь второго президента Бразилии Флориану Пейшоту.

## История
В колониальные времена на территории современной Синеландии располагался женский монастырь Ажуда, возведённый около 1750 года. Площадь начала приобретать нынешнюю форму и вид в начале XX века, когда бразильское правительство решило полностью перестроить Рио-де-Жанейро, чтобы придать ему столичный вид, соответствующий тогдашнему его статусу.
Начиная с 1904 года, центр города под руководством мэра Перейры Пасуша перестраивался согласно последним тенденциям в области соблюдения гигиены и градостроительства. Центральной улицей в результате стал большой бульвар Авенида Сентрал, нынешняя Авенида Риу-Бранку, который пересекал центр старого города, проходя мимо монастыря Ажуда. Большинство старых колониальных домов в центральном Рио было разрушено. Территория перед монастырём Ажуда была превращена в современную площадь.

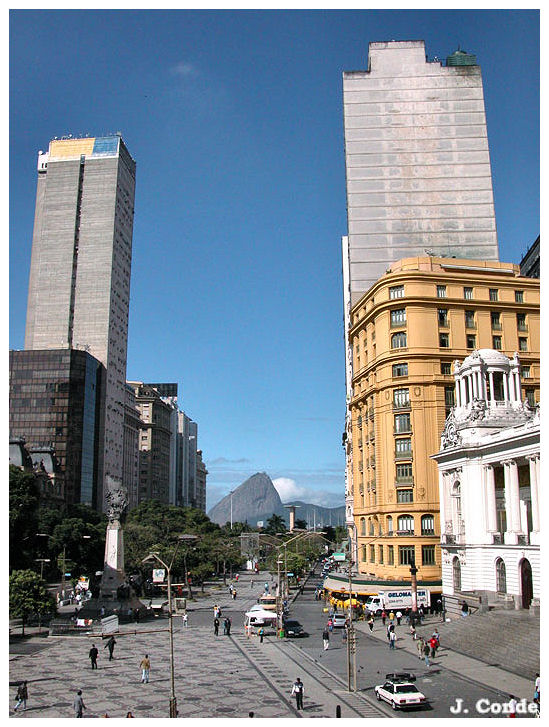
Вид с Синеландии в сторону залива Гуанабара и Сахарной головы.

В первые десятилетия XX века был построен ряд важнейших общественных зданий, выходящих своими фасадами на площадь. Среди них были Городской театр (Theatro Municipal), Национальная библиотека Бразилии (Biblioteca Nacional), здание муниципалитета Рио-де-Жанейро (Palácio Pedro Ernesto) и здание Верховного суда (Tribunal Superior). Вблизи располагались здание Национального сената (Palácio Monroe, снесённое в 1970-е годы) и Национальная школа изящных искусств, современный Национальный музей изящных искусств. Площадь стала важнейшим местом политической и культурной жизни Бразилии. Окружающие площадь здания, сооружённые в стиле французского боз-ара, служили символом модернизации города.
В 1910 году в центре площади был воздвигнут памятник Флориану Пейшоту, второму президенту Бразилии. На Бронзовом монументе работы скульптора Эдуарду Са, отлитом во Франции, изображены сцены важнейших событий в истории Бразилии. Другая бронзовая статуя, установленная перед фасадом Городского театра, посвящена Карлосу Гомесу, ведущему бразильскому композитору XIX века.

### Кинотеатры
Старый монастырь Ажуда, переживший первую реконструкцию площади, всё же был окончательно снесён в 1911 году. На его месте испанский предприниматель Франсиско Серрадор построил ряд высоких зданий, в которых сосредоточил лучшие кинотеатры города. Из-за этого площадь и получила своё нынешнее популярное название Cinelândia («Земля кино»).
Большинство кинотеатров ныне закрыто (из двенадцати, выходивших на площадь, сохранился только один — «Одеон»), но район Синеландии по-прежнему привлекает посетителей многочисленными барами, ресторанами и достопримечательностями.